# 东洋航空
东洋航空（漢字： 公司航空東洋），又称為印度支那航空（中文）或Air Speedup（英文），是越南第五個成立的民用航空公司，為越南兩個私人航空之一。越航的前身是Air Speedup民用航空局，於2008年正式改名為印度支那航空公司。
經營越南國內三個航線，共有2架飛機。

## 飛航地區
- 河內（內排國際機場，HAN）
- 峴港 （峴港國際機場，DAD）
- 胡志明市（新山一國際機場(Tan Son Nhat)， SGN）

## 機隊
至2008年11月，東洋航空共有2架飛機。
- 2架波音 737-800